# 鲁代沃-米科拉伊夫卡
48°10′24″N 35°37′20″E / 48.17333°N 35.62222°E
魯代沃-米科拉伊夫卡（烏克蘭語：Рудево-Миколаївка），是烏克蘭中部第聶伯羅彼得羅夫斯克州錫內利尼科韋區的村落。處於中捷爾薩河左岸，分別距離扎亞切1.5公里和米羅柳比夫卡4公里，海拔高度111米，2001年人口57。